# 리이만
리이만(1997년 2월 18일 ~ )은 중국의 배우다.

## 방송
- 여신강림 (2020) - 단역
- 걸스플래닛999 : 소녀대전 (2021) - Top54

## 영화
- 어부바 (2022) - 밍밍 역